# 地上権
地上権（ちじょうけん）とは、工作物または竹木を所有するためなどの目的で他人の土地を使用する権利。日本の民法では第265条以下に規定が設けられている。
- 日本の民法は、以下で条数のみ記載する。

## 概説

### 地上権の意義
地上権とは他人の土地において工作物又は竹木を所有するため、その土地を使用する権利である（第265条）
土地を直接的に支配できる強力な権利を有し、権利所有者は、地主の承諾なく、地上権を登記し、第三者に譲渡し、転貸することができる。また、地主には法的に登記の協力義務があり、借地権者の希望により地上権の登記に応じる義務がある 。
日本法では土地と建物とは別々の不動産であるとの法制をとるが、欧米では「地上権は土地に従う」の法原則から、基本的に建物は土地に附合する関係にあるとみられ、日本のような借地は例外的とされる。
なお、日常において「地上権」という語が用いられる場合、民法上の地上権（265条）ではなく、賃貸借に基づく土地使用権や地上物の採取権を指して用いられることもあり、注意を要する。

### 地上権ニ関スル法律
明治33年（1900年）の地上権ニ関スル法律（明治33年3月27日法律第72号）は「本法施行前他人ノ土地ニ於テ工作物又ハ竹木ヲ所有スル為其ノ土地ヲ使用スル者ハ地上権者ト推定ス」（同法第1条）とし、ただし、「第一条ノ地上権者ハ本法施行ノ日ヨリ一箇年内ニ登記ヲ為スニ非サレハ之ヲ以テ第三者ニ対抗スルコトヲ得ス」と規定していた（同法第2条第1項）。ただ、この法律に基づく登記件数は実際には少なかったといわれる。

### 土地賃借権との差異
地上権と同様に土地利用権として用いられる権利に「土地賃借権」がある。建物所有を目的とする地上権及び土地賃借権は「借地権」として借地借家法の適用を受ける（借地借家法2条1号）。その結果、土地賃借権についても借地借家法の適用による対抗力の具備、長期の存続期間、更新事由の法定などにより限りなく物権に近づいており（賃借権の物権化）、譲渡性などの点を除いて地上権と土地賃貸借との違いは大きなものではなくなっている。とはいえ現実に用いられているほとんどの土地利用権は地上権ではなく土地賃借権である。地上権か賃借権か不明の場合は当事者間の意思解釈、地方の慣習、借地の目的など一切の事情を考慮し判断すべきとされるが、今日、約定による地上権設定が例外的であることから、原則として賃借権と推定すべきとされる。

## 地上権の目的
地上権の目的は工作物や竹木の所有である（第265条）。「工作物」とは、建物、道路、橋梁、水路、池、井戸、トンネル、テレビ塔、ゴルフ場、鉄塔、地下鉄、地下街など一切の地上及び地下の施設をいう。また、「竹木」とは植林を目的とする樹木（商品木）や竹類をいうが、稲、麦、桑、茶、果樹、野菜などの農業耕作のための栽植は永小作権の目的となる。
ただ、あくまでも地上権は土地そのものを目的とするものであり、使用目的の限定の仕方、あるいは工作物や竹木が現に存在するか否かは地上権の存立に影響しない。

## 地上権の取得

### 法律行為による取得

#### 地上権設定行為
通常、地上権は地上権設定行為により取得される（設定行為による地上権を約定地上権と呼ぶ）。地上権設定行為は契約または遺言による。このうち地上権設定契約は諾成・不要式の物権契約である。

#### 地上権譲渡契約
地上権は譲渡契約によっても取得しうる。後述の地上権者の権利（地上権の処分）を参照。

### その他の原因による取得

#### 法定地上権
法定地上権は同一の所有者に属する土地・建物について抵当権の実行または強制競売が行われた結果土地と建物の所有者が異なることとなったとき、法律の規定により発生する地上権である（第388条・民事執行法第81条・国税徴収法第127条）。内容は通常の地上権とほぼ同様である。法定地上権が認められる時には、土地の評価の6～7割の部分が法定地上権の部分として土地所有権の評価から減額され、建物の評価に加算される。法定地上権における地代は当事者の請求により裁判所が定める（第388条）。法定地上権は当事者の特約によって排除することができないとされる（通説・判例。判例として大判明41・5・11民録14輯677頁）。

#### 取得時効
地上権も取得時効により取得しうる（第163条、最判昭45・11・26判時596号41頁、最判昭46・11・26判時654号53頁）。不動産賃借権も時効取得しうることから、両者の区別が問題となる場合がありうるが、設定行為による場合とは異なり当事者意思によって取得する場合ではないことから原則として地上権と推定すべきとされる。

#### 相続
地上権は相続によっても取得される。

## 地上権の対抗要件
地上権の対抗要件は登記である（不動産登記法78条、借地借家法10条、罹災都市借地借家臨時処理法10条）。

## 地上権の効力

### 地上権者の権利
- 土地使用権
地上権者は目的の範囲内で土地を使用する権利を有する（第265条）。地上権者間あるいは地上権者と土地所有者との関係については原則として相隣関係の規定が準用される（第267条）。
- 物権的請求権
地上権は物権（本権）であるので物権的請求権が認められる[17][18]。
- 地上権の処分
  - 土地賃借権とは異なり、地上権者は所有権者の承諾なくして自由に土地を第三者に譲渡・賃貸しうる（賃貸につき大判明36・12・23民録9輯1472頁）[19][20]。したがって借地権の場合、その経済価値は、地上権か賃借権かで影響を受けることとなる（不動産鑑定評価基準各論第1章）。譲渡や賃貸を禁止する特約も可能であるが、禁止の特約には登記方法がなく債権的効力のみであり第三者に対抗することができない（高松高判昭32・5・10下民集8巻5号906頁）[21][20][18]。
  - 地上権への抵当権設定も可能であり所有権者の承諾を要しない（第369条2項）[18]。
- 土地上の工作物・竹木の処分の場合
伐採目的での竹木の処分などを除き、土地上の工作物・竹木の処分は原則としてその存立の基盤となっている地上権を伴う（大判明33・3・9民録6巻3号48頁、大判明37・12・13民録10輯1600頁、大連判明39・2・6民録12輯174頁、大判大10・11・28民録27輯2070頁）[21][22]。第三者に対抗するには登記を要する（177条）[18]。

### 地上権者の義務
- 地代支払義務
永小作権における小作料とは異なり、地上権における地代は地上権の要素ではないので、地上権者に地代支払義務を生じるのは当事者間で約定のある場合に限られる[21][23]。判例には地代の支払いについて契約で締結されなかった場合につき無償で地上権が設定されたものと判断した事例がある（大判大6・9・16民録23輯23号1352頁）[24]。ただ、実際には当事者間で地代の支払いが約定されるのが通例である[24]。なお、法定地上権における地代については388条後段に定めがある。
地代の内容は設定行為によって定まるが金銭に限られない[24]。地代は一時払いか定期払いかを問わない[21]。地代が定期払いの場合には第270条から第276条までの規定が準用され、また、その性質に反しない限り賃貸借に関する規定が準用される（第266条）。判例は266条1項は任意法規であるとするが（大判明37・3・11民録10輯264頁）、学説の多数説は強行法規と解すべきとする[25]。
地代が対抗力をもつには登記を要する（不動産登記法78条2号・3号、罹災都市借地借家臨時処理法17条）。地代の約定を地上権譲受人へ対抗する場合については登記必要説（多数説）と登記不要説があり対立する[26]。
- 工作物等の収去義務（第269条）

## 地上権の存続期間

### 民法の規定
- 存続期間の定めのある場合
地上権の存続期間は、通常、設定行為あるいは当事者間の約定によって定められる[27][28]。地上権の存続期間を「永久」とする永久地上権（永代地上権）について、学説は永久に所有権の土地利用権を奪うことになるとしてこれを否定する無効説と、借地権の確立による現代の土地利用権の分解を根拠にこれを肯定する有効説が対立するが、判例は有効説をとる（大判明36・11・16民録9輯1244頁）[29]。また、地上権の存続期間を「無期限」とする地上権について、反証のない限り、期限の定めのない地上権であるとした判例がある（大判昭15・6・26民集19巻1033頁）[17][28][29]。
- 存続期間の定めのない場合
民法上、地上権者は設定行為に地上権の存続期間が定められておらず別段の慣習もないときには、いつでもその権利を放棄することができる（第268条1項本文）。ただし、地代支払義務がある場合には1年前に予告するか、または、期限の到来していない1年分の地代を支払わなければならない（第268条1項但書）。地上権者が268条1項の規定によりその権利を放棄しないときは、裁判所は、当事者の請求により20年以上50年以下の期間で工作物や竹木の種類及び状況その他地上権の設定当時の事情を考慮してその存続期間を定める（第268条2項）。

### 民法施行法上の特則
民法施行法44条に特則がある。

### 借地借家法上の特則
借地権に該当する地上権の場合は借地借家法による（借地借家法3条・5条・6条・7条）。

## 地上権の消滅

### 地上権の消滅原因
- 地上権の放棄
地代を伴わない場合には地上権者は期間の定めの有無にかかわらず一方的な意思表示により自由に放棄しうる[30][31]。地代を伴う場合には268条1項及び266条の制限を受ける。地上権の放棄が第三者の権利を害する場合には消滅を第三者に対抗することができない[32]。
- 約定消滅事由の発生
消滅事由を予め約定することができるが276条の規定より不利な約定を結ぶことはできない（通説）[32]。また、借地借家法10条による制限がある。
- その他の消滅原因
土地の滅失、存続期間満了、混同、消滅時効により地上権は消滅する[30]。なお、地上権設定契約について地主側に解除権はないが、当事者間で合意解除がなされたときには地上権は消滅する[33]。

### 地上権消滅の効果
- 収去権・買取権
地上権者は地上権消滅の時に土地を原状に回復して土地上の工作物及び竹木を収去することができる（第269条1項本文）。ただし、土地所有者が時価相当額を提供して土地上の工作物や竹木を買い取る旨を通知したときには、地上権者は正当な理由がなければこれを拒むことができない（第269条1項但書）。この場合に269条1項の規定と異なる慣習があるときには慣習による（第269条2項）。借地借家法13条は269条の特則として借地人側から地主への買取請求権を認めている[20]。
- 有益費の償還
地上権における必要費・有益費の償還について民法は規定を置いていない[34][20]。必要費については償還請求できないとされる[30]。

## 区分地上権

### 区分地上権の意義
地下や土地上の空間の一定の範囲を目的として設定される地上権を区分地上権という（第269条の2）。部分地上権ともいう。地下駐車場や地下鉄など地下に設定される地下権（地下地上権）とモノレールや橋梁など空間に設定される空中権（空間地上権）がある。なお、「空中権」には、再開発における容積率移転取引に関する意味がある。
区分地上権は建築技術の進歩や生活環境の複雑化を背景に、土地の立体的な利用を規律することを目的として昭和41年に民法269条の2として新設されたもので、今日では地上権の中でも最も多用され、今後も広範な利用が見込まれている。

### 区分地上権の設定
区分地上権については設定行為で地上権の行使のためにその土地の使用に制限を加えることができる（269条の2第1項）。第三者がその土地の使用又は収益をする権利を有している場合にも、その権利又はこれを目的とする権利を有するすべての者の承諾があることを条件に設定可能である（第269条の2第2項）。
なお、対抗要件として通常の地上権と同様に登記を要する（177条、不動産登記法78条2号・5号）。また、借地借家法の適用もある。

### 区分地上権の価格
土地の経済価値は、地表からの上下空間における立体的な土地利用による効用の集積と考えられるものである。また、当該部分の効用は区分地上権設定地全体の効用とも関係する。これらのことから、不動産鑑定評価基準は、区分地上権の価格を「区分地上権設定地全体の経済価値のうち、平面的・立体的空間の分割による当該権利の設定部分の経済価値及び設定部分の効用を保持するため他の空間部分の利用を制限することに相応する経済価値」の貨幣額表示と位置づけている。したがって、区分地上権を新たに設定する場合の価格は、設定者から見ると経済的合理性に反する不動産の分割で、区分地上権者にとっては補完不動産との併合による経済価値の発生があるため、原則として限定価格となる。